# Antonio Jaen Morente
Antonio Jaén Morente (Còrdova, 3 de febrer de 1879 - San José (Costa Rica), 1964) fou un historiador i polític andalús.
Estudià batxillerat i magisteri a l'Escola Normal Superior de Mestres de Còrdova. En 1898 obté el titulo Mestre de Primer Ensenyament Superior. A Madrid es doctorà en Filosofia i Lletres, branca d'Història, exposant una tesi sobre el Monestir de San Jerónimo de Córdoba i es llicencia en Dret.
Comença la seva docència 1902 com a mestre nacional al districte universitari de Sevilla; després fou professor de Dret Usual i Legislatiu a l'Escola Normal de Sevilla; catedràtic de Geografia i Història en els Instituts de Conca i Segòvia; i torna a la Universitat de Sevilla com a catedràtic d'Història d'Espanya. Alhora comença la seva conscienciació política basada en el republicanisme i l'andalusisme. Fou membre del Partit Republicà Autònom i candidat per Còrdova a les eleccions generals espanyoles de 1918, 1919 i 1920, però no fou escollit. A les eleccions municipals de 1931 fou elegit regidor de l'ajuntament de Còrdova i a les eleccions generals espanyoles de 1931 fou elegit diputat per Còrdova de la Dreta Liberal Republicana de Niceto Alcalá Zamora. El mateix 1931 fou governador civil de la província de Còrdova. El 1933 fou nomenat ambaixador al Perú i a les eleccions generals espanyoles de 1936 fou elegit diputat per Còrdova per Izquierda Republicana. El 22 d'abril de 1936 fou nomenat governador civil de la província de Màlaga.
El cop d'estat del 18 de juliol de 1936 el va sorprendre fora de Còrdova, cosa que li va permetre salvar la vida. Tanmateix, les noves autoritats feixistes el van qualificar de "fill maleït de la ciutat" tot acusant-lo de marcar els objectius dels avions republicans que bombardejaven la ciutat, tot i que sense proves. Amb aquesta excusa van aplanar la seva casa i cremaren els seus llibres. De setembre de 1937 a maig de 1939 fou ambaixador de la Segona República Espanyola a les Filipines, on va fer diversos actes propagandístics per a la causa republicana. En acabar la guerra civil espanyola es va exiliar primer a Equador, on va viure durant deu anys i va ser professor d'Història i d'Història de l'Arquitectura a la Facultat d'Arquitectes de Quito i professor d'Història de l'Institut Superior de Pedagogia i Lletres de Guayaquil.
A principis dels anys cinquanta s'estableix definitivament a San José de Costa Rica, adquirint la Càtedra Menéndez Pidal de la Universitat de San José, país en el qual romandrà fins a la seva mort. Allí es casà amb María Cristina Goicoechea el 1953. El 1954 va tornar a Espanya de visita en obtenir una vista del govern franquista. La seva arribada a Còrdova va ser silenciada i tan sols va poder veure als seus familiars i alguns amics, entre ells a catedràtics com Rafael Castejón, que es va veure amb ell prenent la màxima discreció.
El 1979 l'ajuntament de Còrdova va posar una placa en record a la seva casa natal. Anys després li fou dedicat un carrer i fins i tot fou proclamat Fill Predilecte.

## Obres
- Historia de Córdoba (editada set cops, l'última el 2001)
- Segovia y Enrique IV.
- Retratos de mujer.
- El problema artístico de la ciudad de Córdoba. (Córdoba 1921)
- Nociones de Geografía e Historia de América .(Premiat pel Ministeri d'Instrucció Pública en 1929)
- “La democracia y el fascismo en España”. (Manila, Filipines 1938)
- La Lección de América
- Biografía de Miguel de Cervantes. (Equador anys quaranta).
- Historia de Guayaquil. (Equador anys quaranta).